# Обналичка
Обнали́чка (де́нег), обна́л — распространённое, с начала экономических реформ в России в 1990-е годы, сленговое название действий, совершаемых хозяйствующими субъектами (юридическими лицами и индивидуальными предпринимателями) с целью уклонения от уплаты налогов и получения «чёрного нала», то есть наличных денежных средств, не отражённых в официальных бухгалтерских документах хозяйствующего субъекта. Распространённым способом незаконного «обналичивания» денежных средств является совершение фиктивной сделки (ничтожной или мнимой сделки), предметом которой служит обязанность исполнителя выполнить работы, оказать услуги либо осуществить поставку товарно-материальных ценностей заказчику, которая фактически не исполняется. Зачастую в основу незаконного обналичивания денег входит использование подложных документов.

## Словообразование
Жаргонизм «обналичка», которым обозначают полукриминальный характер сделки, следует отличать от однокоренного слова обналичивание, обычно подразумевающего получение наличных денег законным способом, чаще всего при получении наличных денежных средств в кассе банка или в банкомате с одновременным соответствующим уменьшением безналичных денежных средств, находящихся на счетах в кредитной организации. Иногда термин «обналичивание» применяется в отношении операций с ценными бумагами. Термин «обналичивание» используется в том же смысле в подзаконных нормативно-правовых актах и также означает действие, не нарушающее законодательство. Однако граница значений этих слов довольно размытая, так как одним из этапов обналички может являться сложнопрослеживаемое формально законное обналичивание денег в том числе и за границей. Вот что говорит о проблеме незаконной «обналички» и законного обналичивания президент «Ассоциации Российских банков» Гарегин Тосунян:

С ними надо очень жестко бороться, но это не означает, что всем надо запретить вообще что-либо обналичивать, — это глупость, это нереально. — «Сегодня. Итоговая программа», «НТВ» 2008 г.
Пример использования слова «обналичка» в статье газеты «Известия» в значении получения наличных денег законным способом:

К слову, просуществовал WaMu без малого 120 лет. Однако недоверие вкладчиков, которое обернулось для сберегательного учреждения обналичкой 16 млрд долларов (бум начался 16 сентября — на следующий день после заявления LB о банкротстве), даже старожила банковской системы сделало частью её истории.— «Вокруг одни банкроты», «Известия» от 03.06.09
Пример использования слова «обналичка» в статье газеты «РБК daily» в значении получения наличных денег незаконным способом:

По словам экспертов, подсчитать объёмы рынка обналички сложно из-за закрытости информации. «Объем проводимых средств через каждую „обнальную площадку“ составляет до нескольких десятков миллиардов рублей ежемесячно, — сказал РБК daily руководитель федерального информационного центра „Аналитика и безопасность“ бывший сотрудник московского Управления по налоговым преступлениям Руслан Мильченко. — Таких крупных площадок в Москве около 40. Но данные МВД явно занижаются, поскольку теми же схемами пользуются выводящие свои деньги чиновники и госкорпорации».— «Нестраховой случай», «РБК daily» от 08.04.10
Использование жаргонного слова «обналичка» нехарактерно для официальной юриспруденции, но некоторые государственные служащие и финансовые обозреватели считают его синонимом «отмывания», также ряд исследователей не рекомендуют использовать общепринятый термин «обналичивание» для обозначения противоправных действий, как неудачный в семантическом смысле, в связи с тем, что это слово широко используется в гражданском обороте для обозначения легальных действий, в частности при операциях с ценными бумагами, а также, как уже отмечалось, в нормативно-правовых актах. Иногда вместо слов «обналичка» и «обналичивание» употребляют такие речевые обороты, как «незаконное получение наличных денежных средств» или «незаконная обналичка (незаконное обналичивание) денежных средств (денег)» и подобные.

## История и значение «обналички» в СССР и РФ
Существование в Советском Союзе административно-плановой экономической системы привело к тому, что расчёты между физическими и юридическими лицами в большей части осуществлялись в наличной форме. В начале 90-х годов в постсоветских государствах в связи с падением объёма валового внутреннего продукта, падением экономических показателей и гиперинфляцией остро стал вопрос вывода денежных потоков из тени. Малый и частично средний бизнес были представлены физическими лицами — предпринимателями, плательщиками подоходного налога с действовавшей в то время высокой (достигающей 40 %) ставкой налога, загонявшей бизнес в тень. Кроме того, прогрессивная ставка подоходного налога с заработной платы, вместе с наличием денежных средств преимущественно в наличной форме мотивировали бизнес к уплате сотрудникам заработной платы прямо из кассы, что в свою очередь создало новый тренд «зарплата в конверте», с которым и ныне идет безуспешная борьба.

«Обналичивание» как вид незаконной экономической деятельности и как социальное явление сложилось в конце 80-х гг. на территории бывшего СССР. После отмены тотального запрета предпринимательской деятельности, в частности, вступления в силу Закона СССР от 26 мая 1988 г. № 8998-XI «О кооперации в СССР», комсомольские и партийные функционеры стали создавать на базе дворцов детского творчества, центров научно-технического творчества молодежи при райкомах комсомола хозрасчетные производственные организации. Госбанк СССР перечислял денежные средства на развитие научного творчества, и за них отчитывались по документам проведенными научно-тематическими мероприятиями. Фактически же на эти денежные средства приобретались, например, первые видеомагнитофоны и организовывались коммерческие просмотры в видеозалах. Теневая экономика в СССР существовала и ранее, имея значительный оборот наличных денег. Так, по данным американских исследователей, теневой сектор в 1973 г. охватывал 3-4 % всей советской экономики (ВВП).
До 1995 г. деятельность лиц, относящихся ко второй группе (исполнители), даже не маскировалась под легальную деятельность. Регистрировались юридические лица, открыто рекламировались услуги по «обналичиванию» денежных средств в нарушение установленных правил. Вследствие политики шоковой терапии, вызвавшей гиперинфляцию, наблюдалась нехватка наличных денег. Деятельность ряда отраслей была практически парализована. Более 60 % расчетов происходило по бартеру. Именно в этот период услугами обналичивающих фирм открыто стали пользоваться даже руководители государственных предприятий и учреждений. В России формируется либеральное отношение общества к «обналичиванию». Предложение на рынке незаконного «обналичивания» денежных средств стало превышать спрос. Несмотря на то, что с 1995 г. данные действия стали рассматриваться как способ совершения правонарушений, в первую очередь налоговых, в этой сфере незаконных услуг появилась даже конкуренция. Комиссионные за услуги обналичивающих фирм упали с 15-18 % в 1995 г. до 5-7 % в 1999 г., а с 2001 г. колебались от 1 до 2,5 %. В третьем квартале 2005 г. произошел резкий рост — до 4 % от суммы операции. Это связано с проведением МВД России совместно с федеральной службой по финансовому мониторингу (ФЦФМ) мероприятий по выявлению и пресечению схем легализации преступно добытого имущества, которые основаны на «обналичивании».
— Статья «О квалификации незаконного „обналичивания“ денежных средств», «Журнал российского права»", № 1, январь 2006, М. И. Мамаев, заместитель начальника кафедры уголовного права и
криминологии Академии экономической безопасности МВД России, кандидат юридических наук.
Например, по некоторым сведениям, в конце 1980-х годов, Михаил Ходорковский начинал свой бизнес, в том числе, и с обналичивания, посредничая с НТТМ. Одно из первых упоминаний схемы «обналички» было в начале 90-х в связи с так называемыми «чеченскими авизо», в 2009 году, после попытки хищения денег из «Пенсионного Фонда РФ», об этом вспоминала «Российская газета»:
Если помните, то в самом начале 90-х годов большое распространение получили такие липовые банковские поручения. Их использовали чеченские боевики и таким образом получали миллионы и миллиарды. Всего с 1992 года по 1994-й из чеченских банков поступило 485 фальшивых авизо на сумму больше чем триллион рублей. Обналичивали эти деньги почти 900 банков и две тысячи компаний по всей стране.
В начале 90-х правительство боролось с отмыванием средств путём ввода налога на рекламу. Тогда считалось, что расходы на рекламу — один из способов обналичивания денег, впрочем, в то время объявления о незаконной «обналичке» можно было увидеть в любой рекламной газете, одну из причин такого явления газета «Коммерсантъ» видела в непродуманной налоговой политике государства, в это же время брошюры серии «Как не платить налоги» с подробными схемами незаконного «обналичивания» денег продавались даже в переходах метро.
Указом Президента Российской Федерации «О реализации комплексных мер по своевременному и полному внесению в бюджет налогов и других общеобязательных платежей» от 23.05.1994 № 1006 была введена финансово-правовая ответственность за несоблюдение кассовой дисциплины.
В письме Госналогслужбы РФ от 27.09.1996 № ПВ-6-16/675 «О результатах проверки коммерческих структур, занимающихся обналичиванием денежных средств, и их клиентов по вопросам соблюдения налогового и иного законодательства» за подписью Первого заместителя Руководителя Госналогслужбы России — Государственного советника налоговой службы 1 ранга В. А. Павлова было сказано следующее:
Проверки показали, что для сокрытия проводимых сделок по обналичиванию денежных средств предприятия и физические лица, как правило, практиковали заключение фиктивных договоров со страховыми организациями и другими контрагентами, осуществление расчетов через третьих лиц, использование в расчетах векселей. За осуществление операций по обналичиванию денежных средств компании получали от предприятий — клиентов комиссионные в размере от 1 до 15 % от перечисленных сумм.
В конце 90-х некоторые причины ухода от уплаты налогов в сторону «обналичивания» и иных экономических преступлений описал публицист А. А. Максимов:
Легальный бизнес — дело хлопотное и, как правило, убыточное. Проблемы — на каждом шагу. Во-первых, острейшая конкуренция — все труднее найти свою, уникальную, никем не занятую нишу. Во-вторых, совершенно идиотское налоговое законодательство, съедающее 96 копеек из 1 рубля прибыли (если, конечно, все платить по честному). В-третьих (если не во-первых), рэкет: как только предприятие начинает давать хоть какие-то дивиденды, тут же появляются мытари с бейсбольными битами. В-четвертых, все вокруг «кидают» и все воруют — включая своих собственных работников. Короче говоря, проблем столько, что поневоле начинаешь искать обходные пути.
Типичный пример схемы «обналички», озвученный на телеканале «Вести»:
История российской обналички началась одновременно с тем, как в распадающемся СССР возникли рыночные отношения. Получать деньги наличными хотели все: и поставщики, и партнеры, и бандитские «крыши». Однако обналичку использовали и для увода средств от налогообложения. Самая расхожая схема упрощенно выглядит так: фирма переводит деньги на счет конторы по обналичке за якобы выполненную работу. Например, за некие консультации. Или просто передает в эту контору документы на перевод средств. Контора забирает деньги со счета в банке. Оставляет себе 10 %, остальное отдает заказчику. Всё. Никто никому ничего не должен. Деньги ушли в теневой сектор. Причем в этих схемах активно используется подделка документов. Часто наличные в банках получают по украденным паспортам граждан СНГ, либо приносят ксерокопии. Иностранцев труднее контролировать налоговым органам.

## Различные схемы работы
Большая часть описанных схем обналички уже является достоянием истории. Совершенствование налогового законодательства и системы администрирования налогов сделали многие схемы экономически бессмысленными. Некоторые схемы к концу 2010-х годов стали самостоятельными составами преступления. Усиление контроля за банковской деятельностью со стороны ЦБ РФ, привело к ликвидации многих банков, практиковавших обналичку.

### Обналичка с использованием фирмы-«однодневки»
Валерий Мирошников, первый заместитель гендиректора «Агентства по страхованию вкладов» в 2008 году сообщил, что
Все наиболее распространенные теневые операции, такие как обналичивание денег, вывод капитала за рубеж, а также фальсификация отчетности, идут с использованием фирм-однодневок.
Прибегая к обналичке, хозяйствующий субъект заключает договор с фирмой-однодневкой, по которому последняя фиктивно «поставляет» хозяйствующему субъекту несуществующие товары или разнообразные услуги, оказанные только на бумаге. Безналичные денежные средства, перечисленные хозяйствующим субъектом на расчётный счёт фирмы-однодневки, затем снимаются в банке по чеку и за вычетом заранее определённого процента передаются менеджеру или владельцу хозяйствующего субъекта. В большинстве случаев фирмы-«однодневки» используются несколько месяцев, затем организаторы обналички ликвидируют их или просто «бросают».
Пример схемы «обналички» через «фирмы-однодневки» озвученный Председателем Правительства Российской Федерации Владимиром Путиным в 2011 году:

Потребители проводят оплату за поставленную энергетику на счета аффилированных компаний, которые выступают агентом энергетических сбытовых компаний. Далее часть полученных средств обналичивается через фирмы-однодневки или присваивается членами семьи.— В.В.Путин провёл на Саяно-Шушенской ГЭС заседание Правительственной комиссии по развитию электроэнергетики
Далее в выступлении Путин отметил, что подобные действия являлись, на тот момент времени, формально законными, определив их характер как «Вроде бы и законно. Вроде бы!». «Повсеместной практикой» называл работу российского бизнеса через подставные фирмы «король фирм-однодневок» Сергей Данилочкин.
С внедрением системы АСК НДС 2 такие операции выявляются автоматически.

### Обналичка с участием банка
Зачастую фирмы-«однодневки» для незаконного обналичивания денег предоставляли недобросовестные сотрудники банков или руководство банков, по сообщению «Российской газеты» почти все закрытые к концу 2000-х годов российские банки лишились лицензии именно за незаконное обналичивание денег. В 2004 году Журнал «Форбс» сообщил, что ни для кого не секрет, что многим банкам неплохой доход приносит «обналичка» и прочие «специфические операции», как их в тот период времени называли в Центробанке. В 2008 году Сергей Иванов прямо указал на наличие недобросовестных банков, назвав часть российских банков «прачечными», также он заявил, что если некоторые из них уйдут, то «воздух чище будет». Закрытие многих коммерческих банков, занимавшихся обналичкой, приводило к «национализации» этого вида криминального бизнеса, например, в 2010 году большинство операторов рынка обналички использовали для получения наличных банки, частично или полностью принадлежащие государству, результатом «национализации» обналички стали начавшиеся аресты в банках с государственным участием.

### Обналичка через вклады физических лиц
Например, в конце 2000-х годов схема «обналички», по мнению Сбербанка, выглядела следующим образом: частное лицо открывало в банке вклад до востребования, на который некая компания перечисляла деньги, а вкладчик их снимал в ближайшие дни. По этому случаю, представители коммерческих банков отмечали, что непосредственно в действиях клиента Сбербанка нарушения закона не было.

### Обналичка через индивидуальных предпринимателей
В 2011 году сообщалось, что в Москве обезвредили банду, члены которой оказывали услуги по незаконному обналичиванию денег через счета, открытые на индивидуальных предпринимателей. Отмечалось, что этой схемой пользовались, в том числе, и руководители некоторых федеральных унитарных государственных предприятий.

### Обналичка с использованием подложных паспортов
Многие фирмы-«однодневки» зарегистрированы по утерянным, украденным или приобретенным тем или иным незаконным способом паспортам. Соответственно формальным учредителем, а значит ответственным за неуплату налогов является лицо, не имеющее отношение к сделке (например, бомж), тогда как вся сумма сделки распределяется между заказчиком и анонимным исполнителем схемы по обналичиванию денег. Вот что «Российской газете» говорил начальник Департамента экономической безопасности МВД России генерал-лейтенант милиции Сергей Мещеряков в 2006 году:

Проблема в том, что у нас до сих пор нет единой базы данных утерянных и украденных документов. В итоге две трети всех незаконных выдач наличных сегодня происходит на украденные паспорта, в том числе и на умерших людей. Речь об огромных суммах: в одном из уголовных дел фигурировало 7,5 миллиарда рублей.— Статья «„Черные схемы“ белых воротничков», «Российская газета» - Федеральный выпуск №3997 от 15 февраля 2006 г.
Информацию о подозрительных фактах регистрации на одно лицо нескольких сотен фирм подтвердили в Счетной палате Российской Федерации:

Последние проверки, которые были проведены счетным ведомством на эффективность законодательства о госрегистрации юридических лиц, видно, весьма удивили представителей Счетной палаты. Так, было выявлено огромное количество «массовых» регистраторов, то есть когда на одно лицо оформлено несколько фирм. В настоящее время дело доходит до того, что один гражданин может иметь сразу около 2 тысяч фирм. Выявлено большое количество фактов подделки нотариально заверенных подписей при создании фирм. Кроме того, аудиторы Счетной палаты получили подтверждения от правоохранительных органов о том, что большое количество фирм регистрируются по поддельным документам. Все это приводит к тому, что казна ежегодно недополучает доходы от уплаты налогов.
Проанализировав создавшуюся ситуацию, Счетная палата в целях борьбы с уклонением от уплаты налогов предложила ввести в законодательство понятие «фирма-однодневка» и установить её признаки.— Статья «Однодневки доигрались до Степашина», «Российская газета» — «Российская Бизнес-газета» №645 от 18 марта 2008 г.
По утверждению Павла Медведева, члена Комитета ГД по финансовому рынку, махинацию с обналичиванием денег крайне затруднительно сделать без участия «фирмы-однодневки» зарегистрированной по утраченному кем-либо паспорту:

В законе о борьбе с отмыванием грязных денег уже 2 года существует (даже больше, чем два) статья, которая обязывает (правда, не известно кого: в законах не называются по имени ни министерства, ни ведомства) составить базу данных плохих паспортов: паспортов украденных, потерянных, паспортов умерших лиц, паспортов, которые не сданы, как положено, украденных бланков паспортов. Для того чтобы осуществить ту махинацию, которую я описывал, обязательно нужно иметь фирму-однодневку.— Статья, интервью «Усиление контроля в сфере банковской деятельности» от 20.09.2006 в программе «Интервью» на радиостанции «Эхо Москвы»
С открытием МВД России публичного сервиса по проверки действительности паспортов такая схема стала неработоспособной.

### Обналичка с участием номинальных директоров
«Фирмы-однодневки» регистрируют не только по украденным паспортам, но и по паспортам, не числящимися утерянными, случается, что и с добровольного согласия владельца паспорта. Были случаи, когда студенты за денежное вознаграждение предоставляли свои паспорта для различных финансовых операций, которые законодатель однозначно трактует как преступление. В частности, выявлен случай, когда на одного учащегося оформлялись несколько десятков «фирм-однодневок», а суммы, проходившие через них, исчислялись миллиардами рублей, акция МВД — «Береги паспорт смолоду», проведенная в крупнейших вузах Москвы сотрудниками Департамента экономической безопасности (ДЭБ) МВД России, была направлена на профилактику подобных правонарушений.

### Обналичка с использованием дебетовых карт
Иногда незаконное обналичивание денежных средств происходит с использованием дебетовых карт. В этом случае безналичные денежные средства, перечисленные хозяйствующим субъектом на расчётный счёт фирмы-«однодневки», переводятся затем на пластиковую карту. В 2008 году начальник процессингового центра «Банка Москвы» Игорь Чучкин подтвердил, что в связи с усилением борьбы с незаконным обналичиванием участились случаи обналичивания денежных средств через действующие дебетовые банковские карты, приобретаемые мошенническим путём у населения и отметил:

Продать кому-то свою дебетовую карту — то же самое, что продать паспорт в чужие руки для получения кредита.— Статья «Куплю банковскую карточку. Уголовное дело в подарок», газета «Известия» от 29.08.08
Журнал Forbes называл обналичивание по дебетовым картам через физических лиц опасной схемой, однако, в российских регионах она долгое время оставалась самой распространенной.

### Обналичка с использованием платёжных терминалов
Примерно с 2005 года в России стал популярен новый вид обналичивания — через платёжные терминалы. Денежные средства с расчётного счёта фирмы-однодневки перечисляются безналичным путём на расчётный счёт фирмы, занимающейся обслуживанием платёжных терминалов, которая, в свою очередь, передаёт операторам рынка обналички сопоставимую (за вычетом заранее оговоренного процента) сумму наличных, собранных через терминалы у населения. Появлению нового способа способствовало отсутствие чёткой законодательной базы в области торговых автоматов и платёжных терминалов. В реестре сертифицированной контрольно-кассовой техники отсутствовали модели фискальных регистраторов для применения в автоматах. Объём обналички этим способом оценивался в 2007 году в 150 млрд—250 млрд руб.. С 2007 года государство стало активно бороться с данной схемой.
Павел Медведев, первый зампред банковского комитета Госдумы, в 2007 году отмечал, что владельцам терминалов самообслуживания даже удалось вытеснить с рынка «обналички» банки, которые за такую услугу берут порядка 11 процентов, а владельцы терминалов — всего 6-7, поскольку платежи через них не облагаются никакой комиссией, в 2009 году он же сказал, что изменения в законодательстве (вступление в силу требования закона об обязательной установке контрольно-кассовой техники на платежные терминалы) все равно оставляют возможность производить неконтролируемые операции по «обналичке». Некоторые специалисты напрямую связывают повышение комиссии за оплату услуг через терминалы с усиливающейся борьбой с незаконным обналичиванием

### Обналичка с использованием НКО
Схема основана на том, что компания делает благотворительный взнос либо перечисляет спонсорскую помощь на счёт благотворительной либо общественной организации, имеющих статус некоммерческой организации. Организация якобы выдаёт целевую помощь своим членам или подопечным, что полностью соответствует её уставным целям. Однако выплаты оформляются на подставные лица и основная масса обналиченной суммы возвращается «благотворителю» наличными.
Учитывая особенности законодательства в области благотворительности, данная схема не позволяет благотворителю относить на затраты крупные суммы, но позволяет избежать «зарплатных» налогов.

### Обналичка с использованием офшорных компаний
В конце 2010 года журнал Forbes сообщил о том, что, по информации полученной от коммерсантов, дипломатическое представительство Латвии в России 1990-х годов способствовало незаконному обналичиванию денег, предоставляя территорию посольства для деятельности различных офшорных компаний, связанных с латвийскими банками.

### Обналичка материнского капитала
Схема обналички материнского капитала основана на фиктивной покупке-продаже жилой площади.

### Обналичка через сотовых операторов
Платежи за товары (услуги) принимаются на номер сотового телефона. В последующем денежные средства снимаются через банкоматы или через системы переводов денежных средств без открытия банковского счета клиента (Юнистрим, Contact, Почта России), также денежные средства могут быть переведены на электронные кошельки.

### Обналичка через электронные деньги
Платежи за товары (услуги) принимаются на электронный кошелёк. В последующем деньги могут быть сняты через системы переводов денежных средств без открытия банковского счета клиента (Western Union, Contact и т. д.) или сняты в банкомате с банковской карточки, эмитированной системой электронных денег.

### Обналичка через ломбарды
Предоставленные в залог вещи выкупаются в тот же день, но оплата происходит кредитной картой. Хотя ломбарду будет уплачена комиссия за 1 день, но она обычно значительно меньше, чем комиссия за снятие наличных с этой же карты через банкомат.

## Распространённость

### 2000-е годы
Сергей Степашин сообщил, что по данным экспертов Счётной палаты, российский рынок «обналички» в 2000-е годы был сопоставим с федеральным бюджетом, как и, по утверждению Александра Буксмана, рынок взяток в этот же период. К концу 2000-х годов в России из вновь регистрируемых компаний примерно половина создавалась по подложным документам и несуществующему адресу, оборот фирм-однодневок, которые являются весьма важной частью схемы «обналичивания», в масштабах страны был достаточно велик — 120—150 миллиардов долларов ежегодно, такие данные были озвучены в марте 2009 года на «круглом столе» в негосударственной некоммерческой организации «Торгово-промышленная палата» и опубликованы в «Российской газете», официальном печатном органе Правительства Российской Федерации :

По словам главы департамента экономической безопасности и противодействия коррупции ТПП Николая Гетмана, из 4 миллионов предпринимательских структур только полтора миллиона действительно работают. Остальные фирмы и организации зачастую имеют признаки однодневок, то есть появляются и пропадают из поля деятельности контролирующих органов.
Впрочем, Николай Гетман подчеркнул, что официальной статистики пока нет, это экспертные оценки. Но и они дают понять, насколько серьёзна обсуждаемая проблема. Фирмы-однодневки создаются, как правило, под конкретную операцию на короткий срок, зачастую по фиктивным паспортам и доверенностям. Они не сдают отчетности и после завершения операции исчезают. Как утверждают эксперты, недостаточно внятная законодательная база не позволяет по-настоящему развернуть против этого явления крупномасштабную войну.— Интервью с Николаем Гетманом «„Рога и копыта“ не умирают», «Российская газета» — Федеральный выпуск № 4869 от 18 марта 2009 г.
По информации, предоставленной заместителем председателя Центробанка Виктором Мельниковым, объём обналички в России за 2007 год составил 1 триллион рублей. Следовательно, хозяйствующие субъекты, применявшие обналичку в 2007 году, недоплатили в бюджет России НДС и налога на прибыль на сумму 356 миллиардов рублей.
Так же о проблеме обналичивания бюджетных денег через фирмы-однодневки и про другие финансовые нарушения рассказал первый заместитель руководителя Росфинмониторинга Юрий Короткий:

На пути бюджетного рубля встают и криминал, и спекулянты, и любители сначала поиграть, наварить, а уже потом пустить деньги по назначению. Приходится прослеживать весь приход и весь расход, которые распадаются на ручейки, потоки и растекаются по десяткам и сотням контрагентов. Причем в цепочки намеренно включаются фирмы-однодневки, чтобы запутать след, сбить с толку финансовых контролеров. Участниками операций мошенники выставляют не самих себя, а подставные фирмы. С «мертвыми» адресами, улицами, домами. Это делается специально, чтобы мы тратили время и ресурсы на бесплодные поиски. Но наши инструменты позволяют отследить цепочки из сотен и тысяч операций и выйти на конечных бенефициаров этих схем, не отвлекаясь на негодные объекты. Однако то, что фирмы-однодневки, как плесень, опутали нашу экономику — это факт. На расширенной коллегии Росфинмониторинга, которая прошла на прошлой неделе, опять была остро поднята тема фирм-однодневок. То, что с ними надо что-то делать, снова признали и Генпрокуратура, и МВД.— Интервью с Юрием Коротким «По следу рубля», «Российская газета» - Федеральный выпуск №4855 от 25 февраля 2009 г.
Денежные средства, не отражённые в официальных бухгалтерских документах, используются для выплаты заработной платы «в конвертах», для подкупа чиновников и в расчётах с поставщиками. Вот что в 2006 году говорил Президент Российской Федерации Владимир Путин по поводу предназначения незаконно обналичивающихся средств и широкого их распространения:

Эти средства, которые, повторю, в огромных количествах обналичиваются каждый день через банковскую систему страны, используются не только на оплату услуг соответствующих работников в определенных сферах, в конвертах, — эти средства используются также на оплату услуг чиновников, предоставляющих эти услуги представителям бизнеса в обход закона и интересов общества, то есть фактически идут на огромные взятки. Эти средства используются на криминальные цели в широком смысле этого слова, на террористическую деятельность, эти средства используются наркомафией.— Совещание (начало) «Заявления Путина В. В. по важнейшим вопросам», Сочи, Бочаров Ручей, 15 сентября 2006 года
В 2009 году руководитель фракции «Справедливая Россия» в Госдуме РФ пятого созыва Николай Левичев на своей встрече с Дмитрием Медведевым в Барвихе сообщил следующую информацию о распространенности незаконного обналичивания:

Тем более нам представляется это важным, учитывая, что, по оценкам Росфинмониторинга, наблюдается рост подозрительных сделок до 60 процентов от общего объёма банковских операций по переводу денег. Это означает, что финансовая мысль не дремлет, придумываются всё новые схемы обналичивания, ухода от безналичных расчётов. Как известно, страны «двадцатки» объявили недавно войну налоговым офшорам. И мы считаем, что логично оптимизировать процесс приведения нашего законодательства не только в соответствие с международными требованиями по борьбе с отмыванием грязных денег, но и принять ряд мер, в том числе, может быть, административных, чтобы остановить поток денег за рубеж и преступную обналичку.— Стенографический отчёт «Встреча Дмитрия Медведева с активом партии «Справедливая Россия», Московская область, Барвиха, 5 мая 2009 года, 16:30
В сети Интернет широко предлагались услуги по обналичиванию и обезналичиванию денежных средств в крупных размерах, так ЦБ РФ был вынужден опубликовать письмо «О сомнительных услугах по обналичиванию и обезналичиванию денежных средств в Интернете» в издании «Вестник Банка России», № 40 за 19.07.2006. Вячеслав Шаталин, ведущий юрист консалтинговой группы «Налоговик» считал, что в 2009 году услугами по незаконному обналичиванию денег (напрямую или через «серые» схемы) пользовались 90-95 % организаций. В это время не являлся исключением и российский книжный бизнес.

### Обналичка и власть
В 90-х на оборот крупных сумм неучтённой наличности в высших эшелонах власти обратил внимание Александр Коржаков, позже он описал особенности борьбы с этим явлением в книге «Борис Ельцин: от рассвета до заката». 20 июня 1996 года, накануне второго тура президентских выборов, генерал-лейтенант Александр Коржаков был отправлен в отставку с поста руководителя Службы безопасности президента. Поводом послужило задержание двух «активистов» предвыборного штаба Ельцина — Сергея Лисовского и Аркадия Евстафьева — они пытались вынести из Дома правительства полмиллиона американских долларов, в прессе эта история получила название «Дело о „коробке из-под ксерокса“».

## Расценки
В 2007 году министр финансов России Алексей Кудрин на лекции в Высшей школе экономики сообщил, что теперь не каждый банк берётся за подозрительные операции по обналичиванию и сообщил об изменившихся расценках на услугу:

Банков, осуществляющих нелегальные операции, становится все меньше, в том числе и за счёт удорожания таких операций, — если раньше обналичивание стоило около 2 % от суммы, то сейчас достигает 7-8 %, а то и 10 %, и не каждый банк теперь берётся за подозрительные операции, подчеркнул министр. — Статья «Глава Минфина сделал прогнозы на новый финансовый год» от 22 февраля 2007 «РИА Новости»
Взаимосвязь между системой обналичивания средств, «фирмами-однодневками» и недобросовестными банками отмечал глава ЦБ Сергей Игнатьев в интервью «Российской Бизнес-Газете», им так же были определены средние размеры вознаграждения за оказанные услуги (в процентах) от обналичиваемой суммы.

Чаще всего обналичивание денег используется для ухода от налогов при выплате зарплат. Дело в том, что зачастую выгоднее получается обналичить средства под 8-10 процентов, проведя их по какой-либо другой статье расходов и выплатить зарплату «в конвертах», чем заплатить единый социальный налог (чаще всего он составляет 26 процентов), да ещё и с самой зарплаты — 13 процентов подоходного налога. Ещё несколько лет назад основная часть средств обналичивалась с использованием фирм-«однодневок». Сейчас в основном используются банки-оптовики, которые существуют в течение недолгого времени (от нескольких месяцев до года с небольшим) и в течение этого срока прокачивают через себя миллиарды рублей.— Статья «Гуляй налом. Цб признал масштабы обналички», «Российская газета» — «Российская Бизнес-газета» №593 от 27 февраля 2007 г.
В связи с официальным признанием фактов обналичивания денег, возбуждением МВД уголовных дел и периодическим усилением работы проверяющих из ЦБ происходят изменения расценок на «обналичку»:

Понятно: в столь тяжких условиях «обналичка» обречена на подорожание. Твердых расценок в этой области никто, разумеется, не устанавливал, но если в 2005 году сомнительное обналичивание обходилось в 0,5-2 процента от суммы операции, то сегодня в отдельных случаях ставки взлетают до 18 процентов.— Статья «Зарплаты в сумерках», «Российская газета» — «Российская Бизнес-газета» № 649 от 15 апреля 2008 г.
Стоимость обналички так же зависела от региона, так замминистра внутренних дел Олег Сафонов в 2007 году отмечал следующую особенность:

В Москве, например, «отмывка» и «обналичка» денег достигает 15 процентов. В некоторых регионах — 30 процентов.— Статья «Воров в законе пересчитали», «Российская газета» - Федеральный выпуск №4282 от 31 января 2007 г.
Весной 2009 года произошел всплеск регистрации новых фирм-однодневок и усилилась конкуренция на данном рынке, что привело к снижению расценок за обналичку. Летом 2009 года расценки на оптовую обналичку составляли от 2,4 до 3 процентов, розничная обналичка — от 3 до 5 процентов. К 2012 году комиссия составляла 3—7 % от суммы платежа. По мере ужесточения борьбы этот процент комиссии рос и дошёл до 15-16 % в 2016 году..

## Юридическая ответственность

### Ответственность заказчиков обналичивания
Формально «обналичка» не является преступлением; статьи, предусматривающей уголовную ответственность за обналичку, в УК РФ нет. Вместе с тем, обналичка практически всегда сопровождается включением в налоговую отчётность заведомо ложных сведений, что может привести заказчиков услуги «обналичивания» к уголовной ответственности согласно действующему уголовному законодательству России по статье 327 УК РФ «Подделка документов», а также по статье ст. 198 (199) УК РФ «Уклонение от уплаты налогов» например, к концу 2000-х годов ответственность выглядела следующим образом:

Сотрудники Управления по борьбе с налоговыми преступлениями ГУВД по Свердловской области выявили очередную коммерческую фирму, которая уклонялась от уплаты налогов в бюджеты разных уровней в особо крупном размере.
На этот раз в поле зрения оперативников попало предприятие «ИН-Урал МПК». В ходе проверки сыщики УНП установили, что руководство организации уклонилось от уплаты налогов на общую сумму более 10 миллионов рублей путём изготовления фиктивных документов с фирмами — «однодневками» на поставку лома черных и цветных металлов и внесения в декларации заведомо ложных сведений. По данному факту следственное подразделение возбудило уголовное дело по пунктам «а» и «б» части 2 статьи 199 УК РФ — Уклонение от уплаты налогов. После его успешного расследования материалы дела направили в Кировский районный суд Екатеринбурга, где накануне состоялось слушание. Согласно приговору суда, учредителю и генеральному директору ООО «ИН-Урал МПК» В. Бельтюкову назначено наказание в виде лишения свободы на срок два года и шесть месяцев, директору предприятия С. Канюкову — в виде шести месяцев лишения свободы, главному бухгалтеру организации Н. Козинец — два года лишения свободы условно. Их пособникам, предоставлявшим реквизиты и печати фирм-«однодневок» и занимавшихся незаконным обналичиванием средств — С. Дуровой и М. Пономареву — суд назначил в качестве наказания шесть месяцев и два года тюрьмы соответственно. Бельтюков, Канюков и Дурова были взяты под стражу прямо в зале суда сразу после оглашения приговора.

Часто заказчиком услуги обналичивания является менеджер компании. Например, в 2010 году Преображенский суд Москвы приговорил бывшего заместителя управделами «ЮКОСа» Алексея Курцина к 15,5 годам колонии строгого режима, по версии следствия, он перечислил на счета подставных общественных организаций «Демократический союз» и "Спортивный автомобильный клуб «Трек» около 49 миллионов рублей, которые позже были обналичены через подставные компании, зарегистрированные на Константина Виноградова и Юрия Иванова. Эти двое получили по 8 лет заключения и были взяты под стражу в зале суда. Фигуранты дела были признаны виновными в совершении преступлений, предусмотренных ст.160 (присвоение или растрата, совершенные в особо крупном размере) и ч.4 ст.174.1 (легализация (отмывание) денежных средств, приобретенных преступным путём) Уголовного кодекса РФ.

### Ответственность руководителей фирмы-«однодневки»
В 2009 году распространенной мерой наказания для лиц непосредственно организующих «обналичку» через «фирмы-однодневки» был условный срок, однако, по информации с официального сайта МВД России, были и суровые приговоры:

Услугами Мокроусова и Гарьковского пользовались более 80 различных российских организаций. За подобную помощь в уходе от уплаты налогов таганрожцы брали с руководителей предприятий от 7 до 10 процентов от обналиченных денег. Подобная схема ухода от налогов применялась и для фирм Гарьковского. За четыре года такой незаконной деятельности им удалось обналичить более 181 миллиона рублей и уклониться от уплаты налога на добавленную стоимость на общую сумму около 25 миллионов. Уголовное дело в отношении Виктора Мокроусова и Олега Гарьковского было возбуждено по шести статьям УК РФ 173 «Лжепредпринимательство» (ныне не существующей); 174.1 часть 4 «Легализация (отмывание) денежных средств, приобретенных лицом в результате совершения им преступления» (ныне не существующей); 174.1 часть 1; 199 часть 2 пункты «а», «б» «Уклонение от уплаты налогов и (или) сборов с организации»; 187 часть 2 «Изготовление или сбыт поддельных кредитных либо расчетных карт и иных платежных документов»; 198 часть 2 «Уклонение от уплаты налогов и (или) сборов с физического лица» с учетом статьи 35, то есть, совершенные организованной группой. Недавно вступил в силу приговор Таганрогского городского суда. Олег Гарьковский получил наказание — десять с половиной лет лишения свободы со штрафом 50 тысяч рублей, а Виктор Мокроусов — 11 лет лишения свободы со штрафом 60 тысяч рублей. Отбывать срок им придется в исправительной колонии строгого режима.

Пресс-служба Счетной палаты Российской Федерации отмечала, что до 2006 года не удавалось поставить надежный заслон на пути осуществления такого распространенного вида сомнительных финансовых операций, как обналичивание, вплоть до 2009 года сравнительно редкие дела, в которых фигурировала «обналичка под договор», заканчивались реальным уголовным наказанием для преступников.
В 2009 году сообщалось, что сотрудники управления по борьбе с экономическими преступлениями (УБЭП) ГУВД ссылаются на часть 2 статьи 172 УК РФ «Незаконная банковская деятельность» при задержании лиц подозреваемых в осуществлении «обналички», в тот период, Следственный комитет при МВД России проводил предварительные расследования уголовных дел по факту незаконного обналичивания денежных так же со ссылкой на ч.2 ст. 172 «Незаконная банковская деятельность» Уголовного кодекса Российской Федерации.

### Ответственность руководства банка
В реалиях Российской Федерации в период с 1991 по 2009 гг. распространённым наказанием за неисполнение банками федеральных законов, регулирующих банковскую деятельность, нормативных актов Банка России, неоднократным нарушением требований Федерального закона «О противодействии легализации (отмыванию) доходов, полученных преступным путём, и финансированию терроризма» был отзыв лицензии, такая же санкция применялась к банкам и кредитным организациям не направляющим в Росфинмониторинг сообщения об операциях, подлежащим обязательному контролю, допускающим нарушения платежной дисциплины и норматива обязательных резервов, а также не исполняющим требования предписания Банка России и занимающимися незаконной «обналичкой».
Первые активные действия по борьбе с недобросовестными банками предпринял ныне покойный Андрей Козлов, в 2004 году Банк России отозвал лицензию у «Содбизнесбанка», причем впервые в истории за отмывание доходов полученных преступным путём. Через четыре дня Виктор Зубков заявил, что финразведка подозревает в нарушении закона об отмывании ещё десять банков.
Одним из редких, в период до 2010 года, случаев привлечения к уголовной ответственности за преступления в сфере экономической деятельности руководителя банка, стало дело председателя банка «Новая экономическая позиция» Бориса Сокальского. По данным «Российской Газеты», в суде было установлено, что в 2003 году Сокальский и его заместитель Сергей Турбин разработали хитроумную схему по обналичиванию денег, для этого Сокальский купил зарегистрированную по утерянному паспорту некоммерческую организацию «Фонд стратегического планирования», а затем через фиктивные фирмы взял под контроль шесть столичных банков.
В отношении бывшего финансиста было возбуждено уголовное дело по ст.172 УК РФ (незаконная банковская деятельность), по ст. 186 УК РФ (изготовление или сбыт поддельных денег или ценных бумаг) и по ст. 201 УК РФ (злоупотребление полномочиями). Помимо этого подсудимый умудрился, исходя из обвинительного заключения, нарушить «исключительное право Российской Федерации на финансовое регулирование» и «причинить вред осуществлению основной функции Центрального банка России по защите и обеспечению устойчивости рубля».
Несмотря на распространенную ранее информацию, суд счёл недоказанной причастность господина Сокальского к изготовлению поддельных чеков и снял из обвинения ст. 186 УК РФ («Изготовление или сбыт поддельных денег или ценных бумаг»), тем не менее подсудимого Сокальского приговорили к семи годам колонии общего режима и штрафу в размере 1 млн руб, однако дело по ст. 172 УК в связи с поправками к законодательству, направленными на смягчение наказаний по экономическим преступлениям — декриминализацию (7 апреля президент России Дмитрий Медведев подписал закон «О внесении изменений в отдельные законодательные акты Российской Федерации», касающийся уголовно-правовой защиты предпринимателей), было прекращено «за отсутствием состава преступления» в действиях господина Сокальского. В результате срок заключения экс-банкиру был сокращен до трех лет, которые он уже отбыл, по информации опубликованной на сайте журнала Forbes, со ссылкой на «Русском Newsweek», в 2010 году Сокальский вышел на свободу.
В 2006 году Ленинский суд Краснодара приговорил бывшего председателя правления ЗАО «Стройбанк» Александра Ушакова, обвинявшегося в незаконной банковской деятельности, лжепредпринимательстве и подделке документов, к четырём с половиной годам лишения свободы и штрафу в размере 550 тыс. рублей. "Дело «Стройбанка» было также достаточно редким даже в масштабах России, так как длительное время расследуя дело о незаконном обналичивании, правоохранительные органы добирались максимум до исполнителей, а разработчики нелегальных схем уходили от ответа:

Суд признал Александра Ушакова, Светлану Юхняк и Фатиму Хаджебиекову виновными по ст. 172 ч. 2 УК РФ — «Незаконная банковская деятельность», ст. 173 — «Лжепредпринимательство» и ст. 327 ч. 2 — «Подделка, изготовление или сбыт поддельных документов». Лариса Маслова признана виновной по одной статье — «Незаконная банковская деятельность».

### Ответственность официального (номинального) руководителя
По словам оперативных работников, к концу 2000-х годов, участие в незаконной деятельности по регистрации фирм в качестве официального (номинального) руководителя могла трактоваться по статьям 171 (Незаконное предпринимательство), 173 (Лжепредпринимательство) и 174-й (Легализация денежных средств, приобретенных другими лицами преступным путём) УК РФ. «Незнание закона, как правило, не освобождает от уголовной ответственности и поэтому новоявленные генеральные директора подставных фирм несут ответственность наравне со злоумышленниками», — отмечали оперативники проводящие акцию «Береги паспорт смолоду».

### Ответственность за преступление группой лиц
Журнал «Экономические преступления» обращал внимание и на квалификацию действий участников «обнальных» схем в группе:

Группа лиц, оказывающая услуги по обналичиванию денежных средств, в зависимости от конкретной ситуации может нести ответственность по совокупности следующих преступлений: незаконное предпринимательство (ст. 171 УК РФ) — за создание фирм-«однодневок», если при их регистрации предоставлены заведомо ложные данные; незаконная банковская деятельность (ст. 172 УК РФ) — если в состав преступной группы входит руководитель банка или другой кредитной организации; лжепредпринимательство (ст. 173 УК РФ) — за создание коммерческой организации без намерения осуществлять предпринимательскую или банковскую деятельность, имеющее целью освобождение от налогов.
Если данные противоправные действия совершены в составе организованной группы (что чаще всего и бывает на практике), их можно квалифицировать также как организацию преступного сообщества (ст. 210 УК РФ). Лица, обеспечивающие процесс обналичивания (бухгалтеры, курьеры), могут быть привлечены к ответственности как соучастники преступления.
Когда предприятие, созданное преступной группой, финансируется за счет средств, заработанных на «обналичке», такие действия попадают под признаки состава ст. 174.1 «Легализация (отмывание) денежных средств или иного имущества, приобретенных лицом в результате совершения им преступления» УК РФ.
Если же такие организации оказывают услуги в виде совершения финансовых операций и сделок с денежными средствами, заведомо приобретенными преступным путём другими лицами, ответственность наступает по ст. 174 УК РФ.
В качестве примера можно привести операцию по превращению наличных денежных средств, полученных в результате незаконной торговли либо той же «обналички», в безналичные путём отправления их на счета заказчика в виде займа или выручки от лица несуществующих компаний либо в оплату товара третьим лицам. Ответственность по этой статье наступает, если субъект (исполнитель) заведомо знает о незаконном происхождении наличных денежных средств.

Кроме того, там же отмечалось, что если лицо, обналичивающее денежные средства в целях уклонения от уплаты налогов, осуществляет также подделку официальных документов организации, предоставляющих права или освобождающих от обязанностей, или штампов, печатей, бланков, содеянное им может повлечь уголовную ответственность по совокупности преступлений, предусмотренных ст. 198 (199) и ст. 327 «Подделка, изготовление или сбыт поддельных документов, государственных наград, штампов, печатей, бланков» УК РФ.

## Коррумпированность
Михаил Гришанков, первый заместитель председателя комитета Госдумы РФ по безопасности сказал в 2008 году в интервью телеканалу НТВ следующее:

Очень многие ситуации они на самом деле были известны и известны люди, которые крышуют такие сделки. Вы знаете, когда за две недели до гибели Андрея Козлова получилось так, что один из руководителей рассказал мне много историй по поводу обналичивания и он мне привел пример — один из банкиров обналичивал в день двадцать миллионов долларов с этих двадцати миллионов долларов он лично себе в карман клал порядка пятисот тысяч — триста тысяч он сразу разносил на взятки — «Сегодня. Итоговая программа», «НТВ» 2008 г.

## Тема обналички в искусстве
Тема обналички отражается в детективных произведениях и фильмах.
- В фильме «Здравствуйте, мы — ваша крыша!» (2005) есть момент посвященный этому событию[96].
- В книге Андрея Рубанова «Сажайте, и вырастет» (2005) главный герой, банкир, попадает в тюрьму за незаконное обналичивание денежных средств.

## Причины
Главной причиной использования обналички является желание снизить налоговую нагрузку на хозяйствующий субъект. Зампред ЦБ РФ Виктор Мельников так объяснял для чего нужна «обналичка»:
«„Обналичка“ в основном нужна для ухода от налогов как во всем мире, так и в Москве», — отметил Мельников.
В частности, за 10 % суммы предоставляются документы, позволяющие вычесть один только «входящий» НДС по ставке 18 %, хотя в бюджет он реально не поступает. Однако практика возврата мнимо переплаченного налога пресекается, в целях безопасности оставляют добавленную стоимость в размере около 10 %, которая поглощается заработной платой, а изредка и иными расходами без НДС. Вероятно, используются схемы с возмещением НДС заказчиком по объектам капитального строительства (с использованием «белых» документов), после чего амортизационные отчисления (очищенные от НДС), «осваиваются» описанным способом.
Помимо этого, обналичка широко используется для разворовывания средств федерального, региональных и муниципальных бюджетов. Также причиной использования обналички является невозможность легальных расчётов с коррумпированными чиновниками, незаконными мигрантами и т. п.
С помощью обналички владельцы крупных долей в уставном капитале хозяйствующих обществ выводят прибыль, минуя миноритариев.
Наёмные руководители и сотрудники служб материально-технического снабжения используют обналичку для разворовывания безналичных денежных средств хозяйствующих субъектов.
Помимо этого, причины такого явления, как «обналичка» во многом сходны с причинами возникновения других явлений «неформальной экономики» и «теневой экономики».

## Социальные последствия
Основным последствием применения обналички является огромная сумма налогов, недоплаченная хозяйствующими субъектами. Однако на этом вред обналички для государства и граждан не исчерпывается, Владимир Путин называл зарплаты «в конвертах» подрывом прав трудящихся, выступая на съезде Федерации независимых профсоюзов России в 2006 году он отметил:

Фактически под права трудящихся закладывается мина замедленного действия. Зарплаты «в конвертах» незаконно занижают размеры будущих пенсий работников и сокращают объёмы социальных гарантий.

Хозяйствующие субъекты, применяющие обналичку, в большинстве случаев искажают бухгалтерскую и, как следствие, статистическую отчётность. Огромные искажения статистической отчётности лишают правительство возможности реального анализа экономических процессов и затрудняют принятие управленческих решений. Некоторые следователи считают, что преступные группы осуществляющие «обналичку» посягают и на основную функцию Центробанка — защиту и обеспечение устойчивости рубля (ст. 75 Конституции РФ) и нарушение «исключительного права Российской Федерации на финансовое регулирование» (ст. 71 Конституции РФ).
Использование обналички затрудняет аудит, делая непрозрачной финансовую деятельность хозяйствующих субъектов для инвесторов и кредиторов.
Денежные средства, получаемые в результате использования обналички, порождают тысячи других преступлений — краж, грабежей, случаев мошенничества, вымогательства и шантажа. Отмечались случаи, когда убивали свидетелей и соучастников незаконного обналичивания денежных средств, а также перевозчиков денег. Хозяйствующие субъекты, активно применяющие схемы с использованием обналички, зачастую становятся лёгкой добычей рейдеров и недобросовестных сотрудников правоохранительных органов.

Самый большой ущерб для нормального развития экономических отношений, как представляется, состоит в том, что «обналичка» порождает неравенство условий хозяйствования субъектов, находящихся в одной экономической нише. Предприятия, не прибегающие к услугам фирм-«однодневок», несут значительные издержки в виде ЕСН, НДС, налога на прибыль по сравнению с теми, кто пользуется такими услугами. При этом отказ от услуг «обналички» влечет экономический крах для предпринимателя в силу неконкурентной цены на рынке. Добросовестные хозяйствующие субъекты элементарно вытесняются с рынка либо вынужденно втягиваются в криминальный процесс обналичивания.— «Пойманы с обналиченным: ответственность участников серых схем», журнал «Экономические преступления» № 3, март, 2009

## Практические особенности схем
- На практике используются фирмы, зарегистрированные (и стоящие на учёте) в том же регионе, что и налогоплательщик, но в иной ИФНС (из-за лёгкости проведения встречной проверки)
- Фирмы «осуществляют» деятельность в течение 1-2 кварталов, потом тихо прекращают деятельность, чаще всего с прекращением сдачи отчётности, однако могут быть проданы как «готовая фирма».
- «Однодневка» осуществляет (на бумаге) совершенно разные виды деятельности: например, торговлю оргтехникой и оказание юридических услуг. Если согласно учетным документам деньги перечисляются фирме за товары (работы, услуги), не имеющие друг к другу никакого отношения, то организацию, тратящую средства, могут заподозрить в связи с однодневкой.

## Борьба с обналичкой
Основная тяжесть борьбы с обналичкой в настоящее время лежит на банковских учреждениях, которые создали специализированные структурные подразделения «ПОД/ФТ» — сокращение от формулировки «Противодействие Отмыванию Доходов, полученных преступных путём, и Финансированию Терроризма».
Кроме того, для борьбы фактически используется усложнение контроля за регистрацией юридических лиц. В частности,
- С 29 января 2010 года повышена государственная пошлина за регистрацию юрлица до 4000 рублей
- Проверка паспортных данных учредителей и руководителей при подаче заявления в регистрирующий орган
- Ограничение списка лиц, способных подавать в регистрирующий орган, заявителем, а пересылка почтовых документов по юридическому адресу
- Скоринговая оценка заявлений на госрегистрацию, при совокупности нескольких факторов, и отказ по формальному основанию
- Создание «зарплатных» комиссий налоговых органов, куда приглашаются руководители предприятий, на которых заработная плата ниже среднего уровня по отрасли[106]
- С 1 квартала 2014 года декларация по НДС сдаётся только в электронном виде или штраф 200 рублей.
- С 1 квартала 2015 года работает АСК НДС-2, куда сводятся даты и суммы счетов-фактур (включая даты и суммы НДС).

Отмечалось, что длительное время серьёзной борьбой с обналичиванием государство не занималось.